# Edwin Mullins
Edwin B. Mullins (* 14. September 1933; † 22. Januar 2024) war ein britischer Romancier, Mediävist, Kunstkritiker und Journalist.

## Werke
Seit 1962 schrieb Mullins für englische Zeitschriften über Kunst. Zu seinen Buchveröffentlichungen zählt eine Monographie über Georges Braque. Im Laufe von 25 Jahren hat er zahlreiche Radio- und Fernsehsendungen sowie Videos über Kunst veröffentlicht. Mullins war der Initiator der 100 Great Paintings und Autor zahlreicher Einzelbeiträge dieser Serie. Nach Auslaufen der englischen Serie blieb er der deutschen Fortsetzung als Autor über englische Museen treu.
Mullins verfasste Beiträge zu Gemälden von Hendrick Avercamp, Pierre Bonnard, Sandro Botticelli, François Boucher, Georges Braque, Pieter Brueghel der Ältere, Caravaggio, Paul Cézanne, Jean Siméon Chardin, Gustave Courbet, Lucas Cranach der Ältere, Joseph Wright of Derby, James Ensor, Thomas Gainsborough, Paul Gauguin,  Francisco Goya, El Greco, Peder Severin Krøyer, Henri Matisse, John Everett Millais, Piet Mondrian, Claude Monet, Bartholomeo Murillo, Paul Nash, Victor Pasmore, Nicolas Poussin, Henry Raeburn, Rembrandt,  Giulio Romano, Henri Rousseau, Pieter Saenredam, Stanley Spencer, William McTaggart, Giovanni Battista Tiepolo, Tizian, Georges de la Tour, William Turner, Paolo Uccello, Diego Rodríguez de Silva y Velázquez, Leonardo da Vinci, Antoine Watteau, David Wilkie, Francisco de Zurbarán. Diese Texte wurden auch in den Begleitbüchern der Serie abgedruckt, werden sporadisch auf 3sat, ZDFkultur und Planet wiederholt und sind heute auf den DVD-Veröffentlichungen verfügbar (siehe 1000 Meisterwerke#Literatur).

### Wissenschaftliche Veröffentlichungen
- Braque, London, Thames & Hudson, 216 S., 1968
- The pilgrimage to Santiago, London, Secker & Warburg, 224 S., 1974, ISBN 0-436-29510-5
- The Arts of Britain, Oxford, Phaidon, 288 S., 1983, ISBN 0-7148-2285-X
- A love affair with nature, Oxford, Phaidon, 160 S., 1985, ISBN 0-7148-2404-6
- The painted witch: female body: male art: how Western artists have viewed the sexuality of women, London, Secker & Warburg, 230 S., 1985, ISBN 0-436-29513-X

### Populäre Veröffentlichungen
- 100 Great Paintings, Fernsehserie, BBC, 1980[5][6]
- Great Paintings: Fifty Masterpieces, Explored, Explained and Appreciated, Hrsg. und Mitautor Edwin Mullins, New York, St. Martin’s Press, © BBC, Hardcover, 344 S., 1981, ISBN 0-312-34636-0
- Hundert Meisterwerke aus den großen Museen der Welt, vgs, Köln, Hardcover
  - Bd. 1, Hrsg. Edwin Mullins, übersetzt von Wibke von Bonin, Mitautor: Edwin Mullins, 344 S., 1983, ISBN 3-8025-2161-7
  - Bd. 2, Hrsg. Wibke von Bonin, Mitautor: Edwin Mullins, 336 S., 1985, ISBN 3-8025-2165-X
  - Bd. 3, Hrsg. Wibke von Bonin, Mitautor: Edwin Mullins, 342 S., 1987, ISBN 3-8025-2170-6
  - Bd. 4, Hrsg. Wibke von Bonin, Mitautor: Edwin Mullins, 342 S., 1988, ISBN 3-8025-2180-3